# Macahyba
Macahyba is een vliegengeslacht uit de familie van de roofvliegen (Asilidae).

## Soorten
- M. nordestina Carrera, 1947
- M. schnusei (Hermann, 1908)